# Cécile Nowak
Cécile Nowak   (Valenciennes, 22 d'abril de 1967) és una judoka francesa, ja retirada, que va competir durant les dècades de 1980 i 1990.
El 1992 va prendre part en els Jocs Olímpics d'Estiu de Barcelona, on guanyà la medalla d'or en la competició del pes extra lleuger del programa de judo en guanyar en la final a la japonesa Ryoko Tamura.
En el seu palmarès també destaquen una medalla d'or i dues de bronze al Campionat del món de judo, quatre ors i una plata al Campionat d'Europa de judo i dos campionats nacionals entre d'altres victòries.